# Rocket Records
Rocket Records  (también conocida como The Rocket Record Company) fue una compañía discográfica británica-americana fundada en 1973 y cesada en 2007 por el músico británico de rock Elton John y otros relacionados, en la cual tuvo mucha difusión de muchos artistas durante la duración de la discográfica.
El nombre de la discográfica le hace significado a una de las mismas canciones compuestas por Elton John titulada «Rocket Man».
Desde 1996 Rocket Records posee una subsidiaria llamada Rocket Pictures dedicada a proyectos televisivos.

## Algunos artistas de la discográfica
- Colin Blunstone
- Marva Jan Marrow
- Elton John
- Emerson, Lake & Palmer
- Kiki Dee
- Neil Sedaka
- Joe Cocker
- Solution
- The Lambrettas
- The Tourists